# Normanská dynastie
Normanská dynastie je obvyklý výraz pro rod, z něhož pocházeli vévodové Normandie, po tzv. normanském záboru (1066) také králové Anglie (až do roku 1154, kdy je vystřídali Plantageneti).
První anglickým králem z rodu byl Vilém Dobyvatel. Jeho syn Jindřich I. Anglický však zemřel bez mužského dědice. O trůn tak bojovali vnoučata Viléma Dobyvatele, Matylda Anglická (od které se pak odvozovala moc Plantagenetů) a Štěpán III. z Blois.
Normandští vévodové byli:
- Rollo, 911–927
- Vilém I. Normandský, 927–942
- Richard I. Normandský, 942–996
- Richard II. Normandský, 996–1026
- Richard III. Normandský, 1026–1027
- Robert I. Normandský, 1027–1035
- Vilém I. Dobyvatel, 1035–1066 (stal se králem Anglie)

Vévodové Normandie a králové Anglie:
- Vilém I. Dobyvatel, 1066–1087
- Vilém II. Ryšavý, 1087–1100 (nebyl vévodou Normandie)
- Robert II. Normandský, 1087–1106 (nebyl králem Anglie)
- Jindřich I. Anglický, 1100–1135; 1106–1135
- Vilém Aetheling, 1120 (nebyl králem Anglie)

## Rodokmen
| Rollo vévoda normandský                                   |                                                           |                                                           |                                                           |                                                           |                                                           |  |  |                                |                                |                                |                                |                                |                                |  |  |                                 |                                 |                                 |                                 |                                 |                                 |  |  |                                              |                                              |                                              |                                              |                                              |                                              |  |  |                |                |                |                |                |                |
|                                                           |                                                           |                                                           |                                                           |                                                           |                                                           |  |  |                                |                                |                                |                                |                                |                                |  |  |                                 |                                 |                                 |                                 |                                 |                                 |  |  |                                              |                                              |                                              |                                              |                                              |                                              |  |  |                |                |                |                |                |                |
|                                                           |                                                           |                                                           |                                                           |                                                           |                                                           |  |  |                                |                                |                                |                                |                                |                                |  |  |                                 |                                 |                                 |                                 |                                 |                                 |  |  |                                              |                                              |                                              |                                              |                                              |                                              |  |  |                |                |                |                |                |                |
|                                                           |                                                           |                                                           |                                                           |                                                           |                                                           |  |  |                                |                                |                                |                                |                                |                                |  |  |                                 |                                 |                                 |                                 |                                 |                                 |  |  |                                              |                                              |                                              |                                              |                                              |                                              |  |  |                |                |                |                |                |                |
| Vilém I. vévoda normandský                                |                                                           |                                                           |                                                           |                                                           |                                                           |  |  |                                |                                |                                |                                |                                |                                |  |  |                                 |                                 |                                 |                                 |                                 |                                 |  |  |                                              |                                              |                                              |                                              |                                              |                                              |  |  |                |                |                |                |                |                |
|                                                           |                                                           |                                                           |                                                           |                                                           |                                                           |  |  |                                |                                |                                |                                |                                |                                |  |  |                                 |                                 |                                 |                                 |                                 |                                 |  |  |                                              |                                              |                                              |                                              |                                              |                                              |  |  |                |                |                |                |                |                |
|                                                           |                                                           |                                                           |                                                           |                                                           |                                                           |  |  |                                |                                |                                |                                |                                |                                |  |  |                                 |                                 |                                 |                                 |                                 |                                 |  |  |                                              |                                              |                                              |                                              |                                              |                                              |  |  |                |                |                |                |                |                |
|                                                           |                                                           |                                                           |                                                           |                                                           |                                                           |  |  |                                |                                |                                |                                |                                |                                |  |  |                                 |                                 |                                 |                                 |                                 |                                 |  |  |                                              |                                              |                                              |                                              |                                              |                                              |  |  |                |                |                |                |                |                |
| Richard I. vévoda normandský                              |                                                           |                                                           |                                                           |                                                           |                                                           |  |  |                                |                                |                                |                                |                                |                                |  |  |                                 |                                 |                                 |                                 |                                 |                                 |  |  |                                              |                                              |                                              |                                              |                                              |                                              |  |  |                |                |                |                |                |                |
|                                                           |                                                           |                                                           |                                                           |                                                           |                                                           |  |  |                                |                                |                                |                                |                                |                                |  |  |                                 |                                 |                                 |                                 |                                 |                                 |  |  |                                              |                                              |                                              |                                              |                                              |                                              |  |  |                |                |                |                |                |                |
|                                                           |                                                           |                                                           |                                                           |                                                           |                                                           |  |  |                                |                                |                                |                                |                                |                                |  |  |                                 |                                 |                                 |                                 |                                 |                                 |  |  |                                              |                                              |                                              |                                              |                                              |                                              |  |  |                |                |                |                |                |                |
|                                                           |                                                           |                                                           |                                                           |                                                           |                                                           |  |  |                                |                                |                                |                                |                                |                                |  |  |                                 |                                 |                                 |                                 |                                 |                                 |  |  |                                              |                                              |                                              |                                              |                                              |                                              |  |  |                |                |                |                |                |                |
| Richard II. vévoda normandský                             | Richard II. vévoda normandský                             | Richard II. vévoda normandský                             | Richard II. vévoda normandský                             | Richard II. vévoda normandský                             | Richard II. vévoda normandský                             |  |  |                                |                                |                                |                                |                                |                                |  |  | Robert II. arcibiskup rouenský  | Robert II. arcibiskup rouenský  | Robert II. arcibiskup rouenský  | Robert II. arcibiskup rouenský  | Robert II. arcibiskup rouenský  | Robert II. arcibiskup rouenský  |  |  |                                              |                                              |                                              |                                              |                                              |                                              |  |  |                |                |                |                |                |                |
| Richard II. vévoda normandský                             | Richard II. vévoda normandský                             | Richard II. vévoda normandský                             | Richard II. vévoda normandský                             | Richard II. vévoda normandský                             | Richard II. vévoda normandský                             |  |  |                                |                                |                                |                                |                                |                                |  |  | Robert II. arcibiskup rouenský  | Robert II. arcibiskup rouenský  | Robert II. arcibiskup rouenský  | Robert II. arcibiskup rouenský  | Robert II. arcibiskup rouenský  | Robert II. arcibiskup rouenský  |  |  |                                              |                                              |                                              |                                              |                                              |                                              |  |  |                |                |                |                |                |                |
|                                                           |                                                           |                                                           |                                                           |                                                           |                                                           |  |  |                                |                                |                                |                                |                                |                                |  |  |                                 |                                 |                                 |                                 |                                 |                                 |  |  |                                              |                                              |                                              |                                              |                                              |                                              |  |  |                |                |                |                |                |                |
|                                                           |                                                           |                                                           |                                                           |                                                           |                                                           |  |  |                                |                                |                                |                                |                                |                                |  |  |                                 |                                 |                                 |                                 |                                 |                                 |  |  |                                              |                                              |                                              |                                              |                                              |                                              |  |  |                |                |                |                |                |                |
| Robert I. vévoda normandský                               | Robert I. vévoda normandský                               | Robert I. vévoda normandský                               | Robert I. vévoda normandský                               | Robert I. vévoda normandský                               | Robert I. vévoda normandský                               |  |  | Richard III. vévoda normandský | Richard III. vévoda normandský | Richard III. vévoda normandský | Richard III. vévoda normandský | Richard III. vévoda normandský | Richard III. vévoda normandský |  |  | Richard z Évreux hrabě z Évreux | Richard z Évreux hrabě z Évreux | Richard z Évreux hrabě z Évreux | Richard z Évreux hrabě z Évreux | Richard z Évreux hrabě z Évreux | Richard z Évreux hrabě z Évreux |  |  | Ralph de Gacé pán Gacé                       | Ralph de Gacé pán Gacé                       | Ralph de Gacé pán Gacé                       | Ralph de Gacé pán Gacé                       | Ralph de Gacé pán Gacé                       | Ralph de Gacé pán Gacé                       |  |  | Vilém z Évreux | Vilém z Évreux | Vilém z Évreux | Vilém z Évreux | Vilém z Évreux | Vilém z Évreux |
| Robert I. vévoda normandský                               | Robert I. vévoda normandský                               | Robert I. vévoda normandský                               | Robert I. vévoda normandský                               | Robert I. vévoda normandský                               | Robert I. vévoda normandský                               |  |  | Richard III. vévoda normandský | Richard III. vévoda normandský | Richard III. vévoda normandský | Richard III. vévoda normandský | Richard III. vévoda normandský | Richard III. vévoda normandský |  |  | Richard z Évreux hrabě z Évreux | Richard z Évreux hrabě z Évreux | Richard z Évreux hrabě z Évreux | Richard z Évreux hrabě z Évreux | Richard z Évreux hrabě z Évreux | Richard z Évreux hrabě z Évreux |  |  | Ralph de Gacé pán Gacé                       | Ralph de Gacé pán Gacé                       | Ralph de Gacé pán Gacé                       | Ralph de Gacé pán Gacé                       | Ralph de Gacé pán Gacé                       | Ralph de Gacé pán Gacé                       |  |  | Vilém z Évreux | Vilém z Évreux | Vilém z Évreux | Vilém z Évreux | Vilém z Évreux | Vilém z Évreux |
|                                                           |                                                           |                                                           |                                                           |                                                           |                                                           |  |  |                                |                                |                                |                                |                                |                                |  |  |                                 |                                 |                                 |                                 |                                 |                                 |  |  |                                              |                                              |                                              |                                              |                                              |                                              |  |  |                |                |                |                |                |                |
|                                                           |                                                           |                                                           |                                                           |                                                           |                                                           |  |  |                                |                                |                                |                                |                                |                                |  |  |                                 |                                 |                                 |                                 |                                 |                                 |  |  |                                              |                                              |                                              |                                              |                                              |                                              |  |  |                |                |                |                |                |                |
| Vilém I. (II.) Dobyvatel král anglický, vévoda normandský | Vilém I. (II.) Dobyvatel král anglický, vévoda normandský | Vilém I. (II.) Dobyvatel král anglický, vévoda normandský | Vilém I. (II.) Dobyvatel král anglický, vévoda normandský | Vilém I. (II.) Dobyvatel král anglický, vévoda normandský | Vilém I. (II.) Dobyvatel král anglický, vévoda normandský |  |  |                                |                                |                                |                                |                                |                                |  |  | Vilém z Évreux hrabě z Évreux   | Vilém z Évreux hrabě z Évreux   | Vilém z Évreux hrabě z Évreux   | Vilém z Évreux hrabě z Évreux   | Vilém z Évreux hrabě z Évreux   | Vilém z Évreux hrabě z Évreux   |  |  | Robert de Gacé pán Gacé                      | Robert de Gacé pán Gacé                      | Robert de Gacé pán Gacé                      | Robert de Gacé pán Gacé                      | Robert de Gacé pán Gacé                      | Robert de Gacé pán Gacé                      |  |  |                |                |                |                |                |                |
| Vilém I. (II.) Dobyvatel král anglický, vévoda normandský | Vilém I. (II.) Dobyvatel král anglický, vévoda normandský | Vilém I. (II.) Dobyvatel král anglický, vévoda normandský | Vilém I. (II.) Dobyvatel král anglický, vévoda normandský | Vilém I. (II.) Dobyvatel král anglický, vévoda normandský | Vilém I. (II.) Dobyvatel král anglický, vévoda normandský |  |  |                                |                                |                                |                                |                                |                                |  |  | Vilém z Évreux hrabě z Évreux   | Vilém z Évreux hrabě z Évreux   | Vilém z Évreux hrabě z Évreux   | Vilém z Évreux hrabě z Évreux   | Vilém z Évreux hrabě z Évreux   | Vilém z Évreux hrabě z Évreux   |  |  | Robert de Gacé pán Gacé                      | Robert de Gacé pán Gacé                      | Robert de Gacé pán Gacé                      | Robert de Gacé pán Gacé                      | Robert de Gacé pán Gacé                      | Robert de Gacé pán Gacé                      |  |  |                |                |                |                |                |                |
|                                                           |                                                           |                                                           |                                                           |                                                           |                                                           |  |  |                                |                                |                                |                                |                                |                                |  |  |                                 |                                 |                                 |                                 |                                 |                                 |  |  |                                              |                                              |                                              |                                              |                                              |                                              |  |  |                |                |                |                |                |                |
|                                                           |                                                           |                                                           |                                                           |                                                           |                                                           |  |  |                                |                                |                                |                                |                                |                                |  |  |                                 |                                 |                                 |                                 |                                 |                                 |  |  |                                              |                                              |                                              |                                              |                                              |                                              |  |  |                |                |                |                |                |                |
| Robert II. vévoda normandský                              | Robert II. vévoda normandský                              | Robert II. vévoda normandský                              | Robert II. vévoda normandský                              | Robert II. vévoda normandský                              | Robert II. vévoda normandský                              |  |  | Richard vévoda z Bernay        | Richard vévoda z Bernay        | Richard vévoda z Bernay        | Richard vévoda z Bernay        | Richard vévoda z Bernay        | Richard vévoda z Bernay        |  |  | Vilém II. Ryšavý král anglický  | Vilém II. Ryšavý král anglický  | Vilém II. Ryšavý král anglický  | Vilém II. Ryšavý král anglický  | Vilém II. Ryšavý král anglický  | Vilém II. Ryšavý král anglický  |  |  | Jindřich I. král anglický, vévoda normandský | Jindřich I. král anglický, vévoda normandský | Jindřich I. král anglický, vévoda normandský | Jindřich I. král anglický, vévoda normandský | Jindřich I. král anglický, vévoda normandský | Jindřich I. král anglický, vévoda normandský |  |  |                |                |                |                |                |                |
| Robert II. vévoda normandský                              | Robert II. vévoda normandský                              | Robert II. vévoda normandský                              | Robert II. vévoda normandský                              | Robert II. vévoda normandský                              | Robert II. vévoda normandský                              |  |  | Richard vévoda z Bernay        | Richard vévoda z Bernay        | Richard vévoda z Bernay        | Richard vévoda z Bernay        | Richard vévoda z Bernay        | Richard vévoda z Bernay        |  |  | Vilém II. Ryšavý král anglický  | Vilém II. Ryšavý král anglický  | Vilém II. Ryšavý král anglický  | Vilém II. Ryšavý král anglický  | Vilém II. Ryšavý král anglický  | Vilém II. Ryšavý král anglický  |  |  | Jindřich I. král anglický, vévoda normandský | Jindřich I. král anglický, vévoda normandský | Jindřich I. král anglický, vévoda normandský | Jindřich I. král anglický, vévoda normandský | Jindřich I. král anglický, vévoda normandský | Jindřich I. král anglický, vévoda normandský |  |  |                |                |                |                |                |                |
|                                                           |                                                           |                                                           |                                                           |                                                           |                                                           |  |  |                                |                                |                                |                                |                                |                                |  |  |                                 |                                 |                                 |                                 |                                 |                                 |  |  |                                              |                                              |                                              |                                              |                                              |                                              |  |  |                |                |                |                |                |                |
|                                                           |                                                           |                                                           |                                                           |                                                           |                                                           |  |  |                                |                                |                                |                                |                                |                                |  |  |                                 |                                 |                                 |                                 |                                 |                                 |  |  |                                              |                                              |                                              |                                              |                                              |                                              |  |  |                |                |                |                |                |                |
| Vilém I. hrabě flanderský                                 | Vilém I. hrabě flanderský                                 | Vilém I. hrabě flanderský                                 | Vilém I. hrabě flanderský                                 | Vilém I. hrabě flanderský                                 | Vilém I. hrabě flanderský                                 |  |  |                                |                                |                                |                                |                                |                                |  |  |                                 |                                 |                                 |                                 |                                 |                                 |  |  | Vilém III. Aetheling vévoda normandský       | Vilém III. Aetheling vévoda normandský       | Vilém III. Aetheling vévoda normandský       | Vilém III. Aetheling vévoda normandský       | Vilém III. Aetheling vévoda normandský       | Vilém III. Aetheling vévoda normandský       |  |  |                |                |                |                |                |                |
| Vilém I. hrabě flanderský                                 | Vilém I. hrabě flanderský                                 | Vilém I. hrabě flanderský                                 | Vilém I. hrabě flanderský                                 | Vilém I. hrabě flanderský                                 | Vilém I. hrabě flanderský                                 |  |  |                                |                                |                                |                                |                                |                                |  |  |                                 |                                 |                                 |                                 |                                 |                                 |  |  | Vilém III. Aetheling vévoda normandský       | Vilém III. Aetheling vévoda normandský       | Vilém III. Aetheling vévoda normandský       | Vilém III. Aetheling vévoda normandský       | Vilém III. Aetheling vévoda normandský       | Vilém III. Aetheling vévoda normandský       |  |  |                |                |                |                |                |                |